# ОШ „Бранко Перић” Рудна Глава
ОШ „Бранко Перић” у Рудној Глави наставља традицију основног образовања отварањем школе 1867. године.

## Историјат
По поднетој молби министру просвете и црквених дела, председника Примеритељног суда општине Рудна Глава, Траила Марковића од 12. јануара 1867. године, за отварањем школе, она је почела са радом 1. септембра исте године. Претходно је постављен за учитеља Милисава Цветића. Наредних 50 година, до 1919. године, школа је била у новој згради, а тада је бујица поткопала темељ и зграда се срушила.
Нову школску зграду село је изградило 1924. године, а највише заслуга је имао Никола Фуфуловић тадашњи председник општине, за шта је одликован похвалницом министарства просвете. Школа је временом мењала свој изглед и место, тако да је на новој локацији 1959. године изграђена садашња стара зграда са осам учионица. Године 1979. изграђена је нова зграда са још седам учионица и пратећим просторијама.

## Школа данас
Тренутно школа броји 303 ученика и запослено је 29 наставника. Настава се изводи како у матичној школи у Рудној Глави, тако и у издвојеном одељењима у Црнајки, Близни и на Кршу.